# Polinyà
Polinyà est une commune de la province de Barcelone, en Catalogne, en Espagne, de la comarque de Vallès Occidental.

## Lieux et monuments
- Église de Sant Salavador de Polinyà (Catalogne)

## Personnalités
- Montserrat Boix, journaliste née en 1960 dans la commune.